# Liga del Sufragio Femenino de Australia

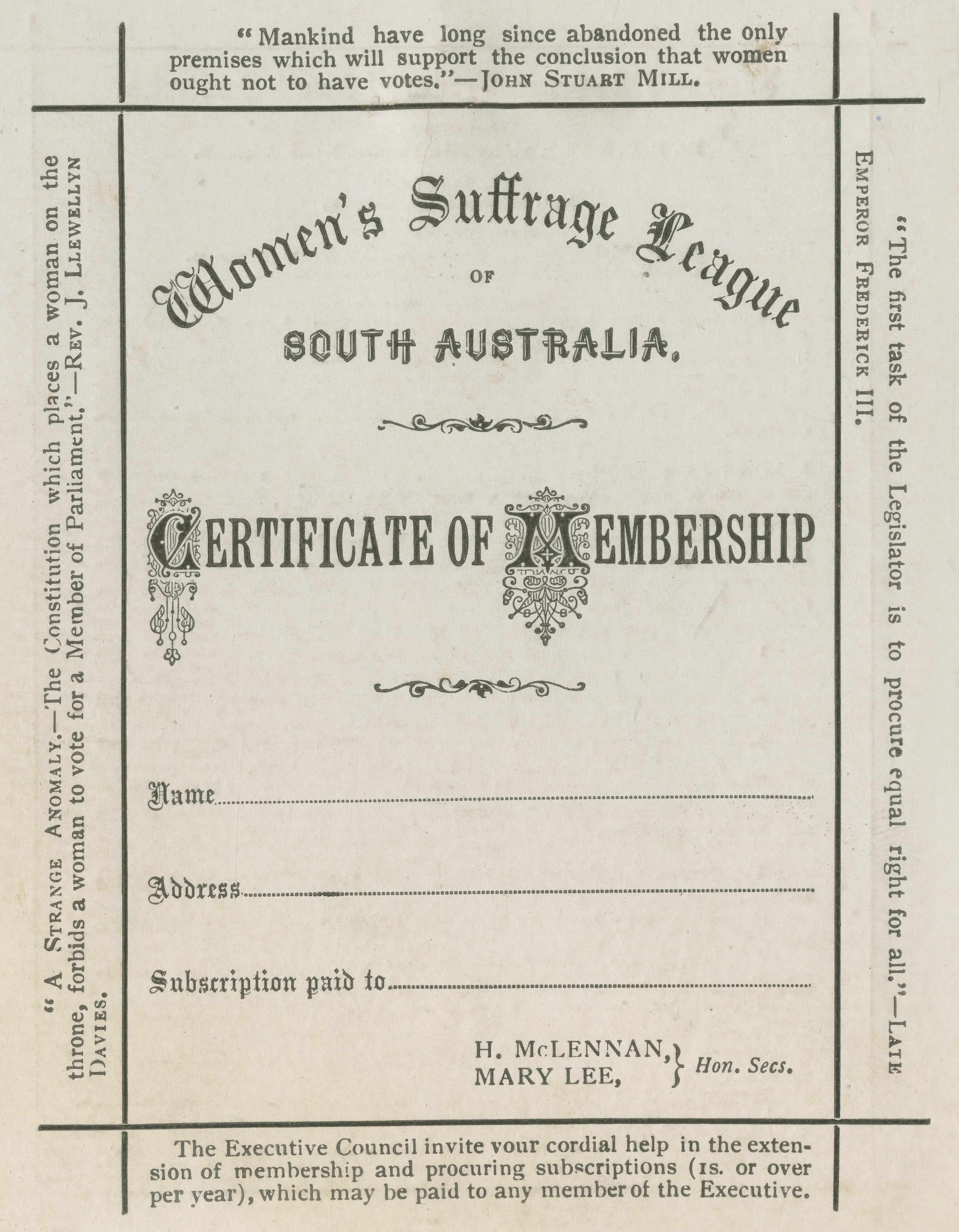
formulario de membresía de la Women's Suffrage League of South Australia

La Women's Suffrage League, en español, Liga del Sufragio Femenino de Australia, fundada en 1888, encabezó la campaña por el derecho de las mujeres al voto en Australia del Sur . En 1894, Australia del Sur se convirtió en la primera colonia australiana y el cuarto lugar del mundo en otorgar el sufragio femenino . Al mismo tiempo, se concedió a las mujeres el derecho a presentarse a las elecciones al Parlamento, el primer lugar del mundo.

## Historia

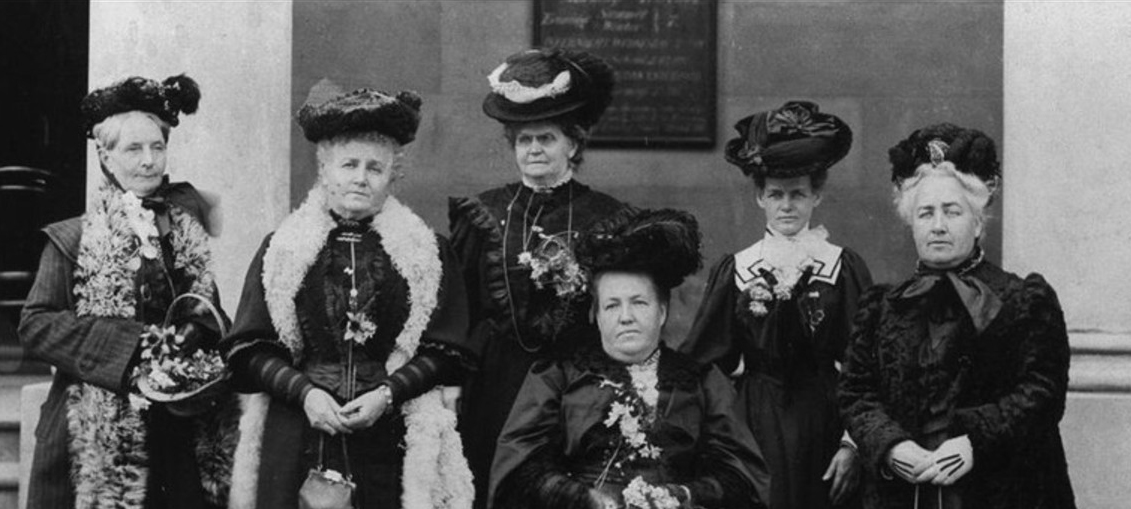
Sociedad de pureza social

La Women's Suffrage League surgió de la Social Purity Society, una organización que estaba preocupada por las dificultades sociales y económicas que enfrentaban muchas mujeres. La Sociedad hizo campaña por un trato más justo de las mujeres por la ley y una mayor protección legal para las mujeres jóvenes. Gracias a la Sociedad, la edad de consentimiento de las niñas se elevó a 16 años y se reguló la edad de los jóvenes en los burdeles.
Las integrantes de la Sociedad y movimientos similares de la época, en particular los defensores de la templanza, incluido el WCTU, dieron cuenta de que la clave para afectar el cambio social era la representación parlamentaria. Esto condujo al establecimiento de la Women's Suffrage League of South Australia con el fin de iniciar un movimiento para la emancipación de las mujeres. Su primera reunión se celebró el 20 de julio de 1888 en las salas de Adelaide YMCA, con la asistencia de unas 80 mujeres junto con miembros del parlamento, líderes religiosos y otros. Edward Charles Stirling fue nombrado primer presidente de la Liga, con Mary Lee y Héctor McLennan como co-secretarios y tesorero de Rose Birks. La primera mujer presidenta fue Mary Colton, nombrada en 1891.
Las integrantes de la Liga jugaron un papel decisivo en la recolección de firmas de toda la colonia, lo que resultó en la petición más grande jamás presentada al Parlamento de Australia del Sur, 400 pies (121,9 m) largo con más de 11.600 firmas, que fue presentada al parlamento por George Stanley Hawker en agosto de 1894. En diciembre, se aprobó la Ley de Enmienda Constitucional (Sufragio de Adultos) de 1894, que otorgó a las mujeres no solo el derecho al voto, sino también el derecho a presentarse como candidatas al parlamento.

## Integrantes clave
Las miembro claves del movimiento por el sufragio en Australia del Sur incluyeron a:
- Mary Colton, presidenta
- Mary Lee, secretaria
- Rosetta Jane Birks, tesorera
- Lago Serena
- Elizabeth Webb Nicholls
- Catherine Helen Spence
- Augusta Zadow

En ese momento la naturaleza de la sociedad entendia que el papel de los hombres era vital para el éxito de la campaña por el sufragio femenino.Estos incluyeron a: 
- Sir Edward Stirling, presidente hasta 1892
- Héctor McLennan Co-secretario con Mary Lee
- Robert Caldwell MHA
- Sylvanus James Magarey
- Joseph Coles Kirby .

## Miembros Notables
- C. Louise Boehringer[8]